# 梧桐槭
梧桐槭（学名：Acer longipes subsp. firmianioides）是无患子科槭属的植物，是中国的特有植物。分布于中国大陆的湖北等地，生长于海拔1,400米的地区，多生长在疏林中，目前尚未由人工引种栽培。

## 異名
- Acer firmianioides W.C.Cheng; J. Sci. & Technol. China, 2: 36 (1949)